# 8e corps (Royaume-Uni)
Pour les articles homonymes, voir 8e corps d'armée.

Blason du VIIIe Corps

Le VIIIe Corps était un corps de l'armée britannique qui exista pendant la Première et Seconde Guerre mondiale, durant laquelle il débarqua en Normandie, en 1944, et mena l'opération Epsom et Goodwood. Il jouera plus tard un rôle de soutien dans l'opération Market Garden et prendra position sur le Rhin à la fin de la guerre. Il sera dissous en 1946.

## Commandants en chef
- 1915-18: Lieutenant-général Sir Aylmer Hunter-Weston
- juillet 1940 - mai 1941: Lieutenant-général Harold Franklyn
- mai 1941 - novembre 1941: Lieutenant-général Kenneth Anderson
- novembre 1941 - janvier 1943: Lieutenant-général Arthur Grassett
- janvier 1943 - jul 1943: Lieutenant-général Herbert Lumsden
- juillet 1943 - août 1943: Lieutenant-général Sir Richard McCreery
- novembre 1943 - janvier 1944: Lieutenant-général John Harding
- janvier 1944 - novembre 1944: Lieutenant-général Sir Richard O'Connor
- décembre 1944 - avril 1946: Lieutenant-général Evelyn Barker